# Codocera gnatho
Codocera gnatho is een keversoort uit de familie Ochodaeidae. De wetenschappelijke naam van de soort is voor het eerst geldig gepubliceerd in 1909 door Fall in Fall & Cockerell.